# Château d'Olivence
Le château d'Olivence, (es : Castillo de Olivenza, pt : Castelo de Olivença), est un château situé dans la commune d'Olivence.

## Histoire
Le château a été construit par les Templiers, lorsque Alphonse IX de León leur donna le village en échange de leur aide dans la conquête de la Taïfa de Badajoz. Après être passé aux mains des Portugais, Denis Ier de Portugal l'enserre de murailles en 1298. Plus tard, en 1488, Jean II de Portugal ordonne d'élever le donjon, qui était alors le plus élevé du Portugal. Après être passé par les mains portugaises, espagnoles et françaises, Olivenza appartient au royaume d'Espagne depuis 1801. Il a été gravement endommagé pendant la guerre d'Indépendance et abandonné par la suite, mais en 1975, le château a été restauré et est devenu le siège du Musée ethnographique de la ville.

## Description
C'était un château fortifié, avec des murs très épais et des tours aveugles. La défense se faisait du haut des remparts, car il n'a pas créneaux.
Il y avait trois portes dont deux ont perduré, celle d'Alconchel, avec un arc et défendu par deux tours, et celle de Los Angeles, surmontée d'un fronton. La porte de San Sebastian, quant à elle, a été reconstruite en 2006.
La tour principale est haute de 40 mètres et 18 mètres de côté avec trois étages. On y accède par dix-sept rampes avec un plafond voûté. Elle a été construite à des fins militaires.
Des miradors ont été construits comme soutien défensif pendant la période portugaise, ils servaient à communiquer au château les mouvements des troupes castillanes.

## Source
- (es) Cet article est partiellement ou en totalité issu de l’article de Wikipédia en espagnol intitulé « Castillo de Olivenza » (voir la liste des auteurs).